# Șerban Cantacuzino (actor)
Șerban Cantacuzino (n. 4 februarie 1941, București – d. 4 iulie 2011, Paris) a fost un actor român, care a jucat în filme, seriale de televiziune și muzicaluri pe parcursul carierei sale.

## Viața și cariera
Cantacuzino s-a născut la București, în 4 februarie 1941, în familia boierească a Cantacuzinilor, fiind descendent al lui Șerban Cantacuzino, domn al Țării Românești între 1678 și 1688. Tatăl său, Ion Filotti Cantacuzino, a fost scriitor, medic, critic de film, regizor și producător de film.
Cantacuzino și-a făcut debutul ca actor la vârsta de 11 ani, jucând pe scena Teatrului Național din București în piesa Prinț și cerșetor, alături de bunica sa, actrița  Maria Filotti. El a interpretat în 1963 rolul prințului Eduard în piesa Richard al III-lea la Teatrul Armatei din Constanța. Cantacuzino a jucat alături de  George Vraca în Richard al III-lea.
Cantacuzino s-a mutat la Paris, Franța, în 1990.
A decedat la Paris în 4 iulie 2011, la vârsta de 70 de ani. A fost înmormântat în cimitirul Bellu din București.

## Filmografie
- Străinul (1964) - elevul Lucian Varga
- Gaudeamus igitur (1965) - Emil
- Șapte băieți și o ștrengăriță (1967) - Silvio
- Mirii anului II (1971)
- Felix și Otilia (1972) - dublaj de voce Felix Sima
- Frații Jderi (1974)
- Ștefan cel Mare - Vaslui 1475 (1975)
- Războiul independenței (1977)
- Pentru patrie (1978)
- Falansterul (1979)
- Mușchetarii în vacanță (1985)
- Secretul armei... secrete! (1989)
- Cei care plătesc cu viața (1989)